# Primera División Uruguaya 1907
La Primera División Uruguaya 1907 fu i settimo torneo di Primera División nella storia del calcio uruguaiano.
Al torneo parteciparono sei squadre che si affrontarono in un campionato con partite d'andata e ritorno. Il campione fu il CURCC che terminò invitto. Questa stagione registrò il debutto del River Plate Football Club il quale fu promosso dalla Segunda División uruguaya della stagione precedente. Fu la prima promozione. Non vi furono retrocessioni. 

## Classifica finale
|                    | Pos. | Squadra              | Pt | G  | V | N | P | GF | GS | DR  |
| ------------------ | ---- | -------------------- | -- | -- | - | - | - | -- | -- | --- |
| Uruguay (bandiera) | 1°   | CURCC                | 17 | 10 | 7 | 3 | 0 | 29 | 8  | 21  |
|                    | 2°   | Montevideo Wanderers | 13 | 10 | 4 | 5 | 1 | 25 | 5  | 20  |
|                    | 3°   | River Plate (M)      | 12 | 10 | 5 | 2 | 3 | 13 | 10 | 3   |
|                    | 4°   | Nacional             | 10 | 9  | 3 | 4 | 2 | 21 | 7  | 14  |
|                    | 5°   | CA Montevideo        | 4  | 9  | 1 | 2 | 6 | 5  | 24 | -19 |
|                    | 6°   | Intrépido            | 2  | 10 | 1 | 0 | 9 | 5  | 44 | -39 |

la gara Montevideo-Nacional non fu disputata.
Promossi per la prossima stagione: Bristol, Dublin, French y Albion.
G = Partite giocate; V = Vittorie; N = Nulle/Pareggi; P = Perse; GF = Goal fatti; GS = Goal subiti; 

## Classifica marcatori
| Gol |  |  | Giocatore  | Squadra  |
| --- |  |  | ---------- | -------- |
| 6   |  |  | José Zuazú | Nacional |